# Семінарська вулиця (Харків)
Семінарська вулиця — вулиця у Новобаварському районі Харкова довжиною близько 2440 метрів. Починається біля вулиці Полтавський Шлях і йде на південь. Семінарська має перехрестя з багатьма вулицями, найзначніші з них Гончарівська вулиця, проспект Любові Малої, Планова вулиця. Кінець Семінарської вулиці впирається в Коробейницький провулок.

## Історія і назва
Вулиця виникла в кінці XVIII століття як дорога на Катеринослав, нині Дніпро, і отримала назву Катеринославська дорога. Назву вулиці змінювали кілька разів. На мапі Харкова 1887 року вулиця зазначена як Холодногірська. У 1840-х роках тут було збудовано семінарію, у зв'язку з чим вулицю перейменували на Семінарську. На мапах 1896 і 1914 років вона Семінарська.
У 1922 році вулиці присвоїли ім'я більшовицького діяча Володарського. 20 листопада 2015 року, виконуючи закон про декомунізацію, вулиці повернули одну з історичних назв — Семінарська.

## Будівлі
- Будинок № 4 — Управління Харківської єпархії ПЦУ[1].
- Будинок № 22 — Військова частина 3005 Національної Гвардії України[2]. Місце дислокації 5-ї окремої бригади НГ України. Пам'ятка архітектури Харкова, охорон № 314, 1885-90 роки, архітектор В. Х. Нємкін. Первісне призначення будови — міщанська богадільня.

На території військової частини розташований Храм святого апостола Андрія Первозванного (ПЦУ).
- Будинок № 46 — Пам'ятка архітектури Харкова, охорон № 313, 1844—1845 роки, архітектор А. А. Тон.

Під час Кримської війни 1853—1856 років у семінарії розмістили шпиталь для лікування поранених.
Після 1917 року в приміщеннях семінарії деякий час розміщувалась школа Червоних старшин.
Адреса вул. Семінарська, 46 входить в перелік пам'яток історії Харкова, охорон. № 43, 46.
- Будинок № 63-А — Харківська загальноосвітня школа І-ІІІ ступенів № 127 імені Г. К. Жукова[4].

## Пам'ятники
- Буд. № 46, територія колишньої семінарії. У 1879—1882 роках у семінарії навчався український поет, публіцист, перекладач П. А. Грабовський. У 1996 році на території колишньої семінарії йому встановлено пам'ятник (скульптор О. Фоменко, архітектор Н. Фоменко).
- Між будинками № 46 і № 57 в зеленій зоні встановлений пам'ятник-літак МіГ-21[5]. До 2004 року у буд. № 46 розміщувався Харківський Інститут льотчиків[6], який увійшов до складу Харківського національного університету Повітряних Сил імені Івана Кожедуба (вул. Сумська, 77/79).

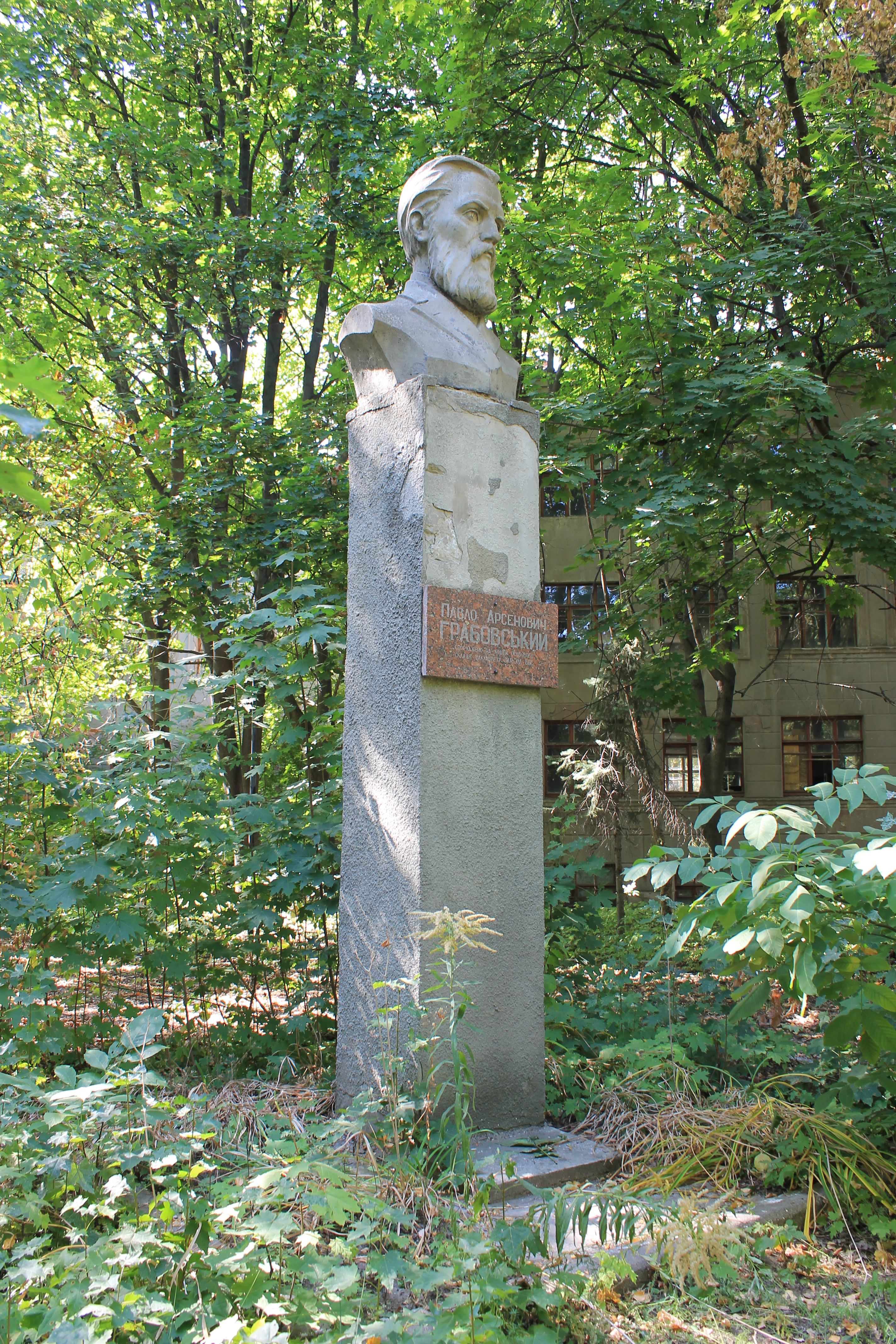
Пам'ятник Павлу Грабовському
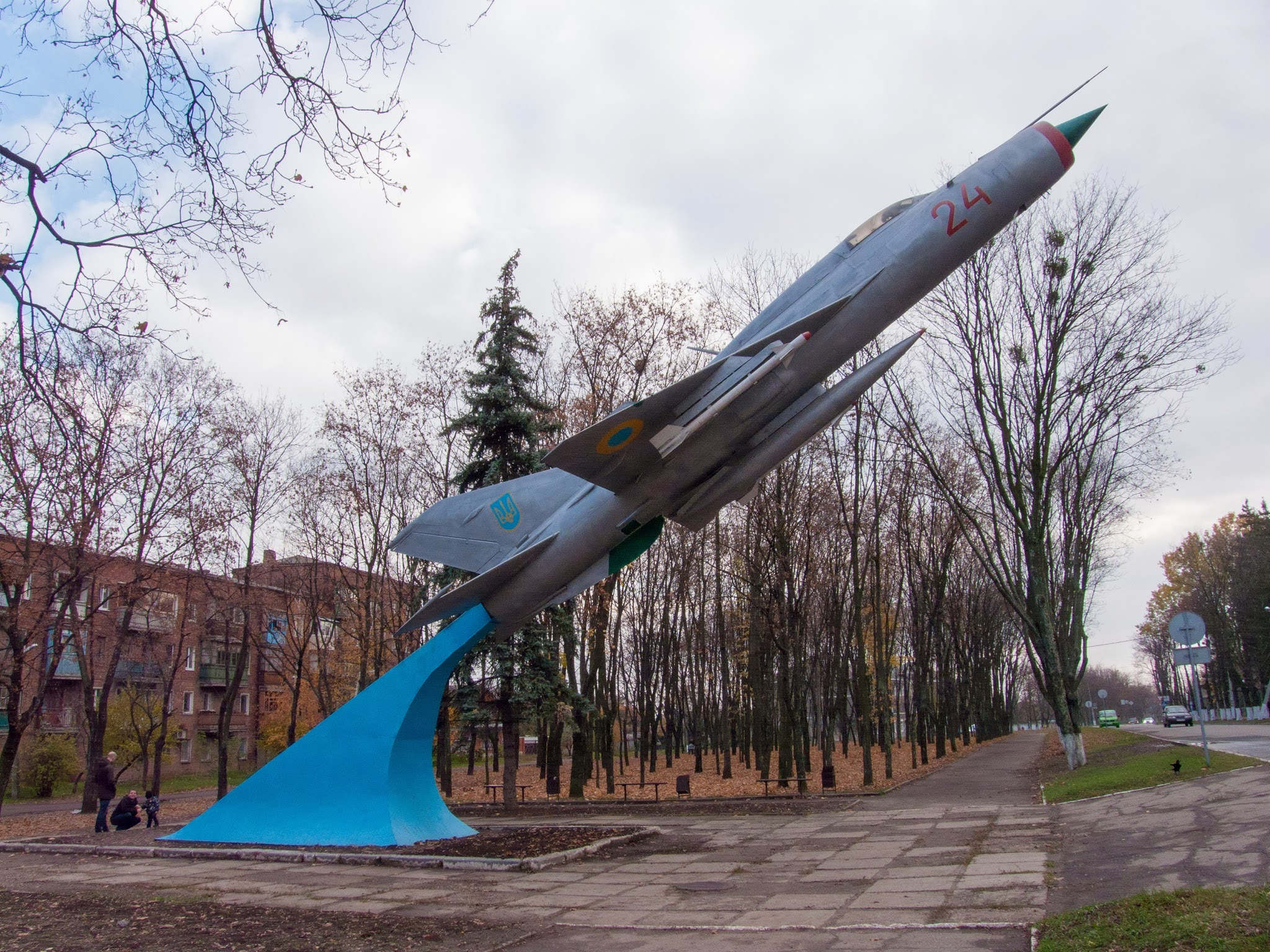
Пам'ятник-літак МіГ-21

## Благоустрій і транспорт
Від вулиці Полтавський Шлях до Гончарівської Семінарська вулиця — це дві паралельні дороги з зеленими насадженнями між ними. На перехресті вулиць Гончарівської та Семінарської розташований Карпівський сад.
Від Полтавського шляху і до вулиці Валерія Романовського Семінарська має асфальтове дорожнє покриття. Ще приблизно на півкілометра зберіглася бруківка, далі дорожнє покриття розбите або ґрунтове.
На відрізку між вулицями Велика Гончарівська і Планова Семінарською курсує тролейбус № 11.